# Шулятицкий, Юрий-Иосиф Иосифович
Юрий-Иосиф Иосифович Шулятицкий (укр. Шулятицький Юрій-Йосип Йосипович; 4 августа 1942, Станислав — 21 февраля 2013, Ивано-Франковск) — советский и украинский футболист и тренер.

## Биография
Родился 4 августа 1942 года в городе Станислав, в семье железнодорожника.
Семья Шулятицких жила недалеко от стадиона «Локомотив», и оба брата увлеклись спортом, став известными футболистами. Юрий-Иосиф некоторое время выступал за ивано-франковский клуб «Локомотив», выступал в чемпионате Ивано-Франковской области.
После завершения карьеры футболиста, работал много лет тренером в родном клубе. В 1989 году он был приглашен в команду «Прикарпатье» на должность начальника команды. В 1992 году он был тренером этого клуба и в 1993 году — команды «Скала» в городе Стрый. После этого работал тренером в любительском клубе «Бескид» (Надворная), а в 1998 году возглавил луцкий клуб «Волынь», который на тот момент выступал в первой лиге чемпионата Украины.
В 2002—2006 годах Шулятицкий работал с ивано-франковской командой «Черногора». С 2006 по 2007 годы тренировал местный «Спартак», и в 2008 году снова вернулся в «Черногору», выступавшей на тот момент в первенстве области.
Кроме тренерской, занимался административной деятельностью, был членом исполнительного комитета и заместителем председателя Ивано-Франковской областной федерации футбола.
Всю жизнь прожил в Ивано-Франковске, где умер 21 февраля 2013 года. C семилетнего возраста увлекался голубями, не бросая это хобби до конца жизни. Содержал около 120 голубей, которых разместил в голубятне и на чердаке дома. Состоял в Ивано-Франковском клубе голубеводов.

## Семья
Представитель футбольной династии Шулятицких: брат, Тарас Шулятицкий — профессиональный футболист, выступавший за московский ЦСКА. Сын Тараса, Андрей, пошёл по стопам отца, выступал за украинские клубы. Сын Юрия-Иосифа, Юрий, также играл в футбол на профессиональном уровне